# Interdit de séjour
Pour plus de détails, voir Fiche technique et Distribution.
Interdit de séjour  est un film français réalisé par Maurice de Canonge, sorti en 1955.

## Synopsis
Fernando et ses complices viennent de réussir un joli coup. Ils projettent de fêter l’événement au restaurant le soir. Fernando demande à Paulo d'y inviter Suzie la sœur de ce dernier avec laquelle il avait plus ou moins rompu. Suzie refuse l'invitation et fait comprendre à son frère qu’elle a désormais un nouveau petit ami. Paulo s'en va mais suit sa sœur qui a rendez-vous au restaurant avec Pierre Ménard. Paulo entre dans le restaurant et s'impose à leur table. Là, il fait semblant de sympathiser avec Pierre, et lui pose des questions, quand ce dernier lui apprend qu'il est sertisseur en bijoux de luxe, il flaire le bon coup d'autant que Pierre par naïveté va jusque lui faire le croquis d'un bijou de grande valeur incrusté de diamants.
Paulo se rend à l'atelier de sertissage, demande à voir Pierre sous prétexte de resserrer une bague et effectue un repérage les lieux. Le lendemain Fernando, Paulo et Georges braquent l'atelier, mais l'un des ouvriers a le temps de prévenir discrètement la police. Fernando et Georges parviennent à s'échapper mais Paulo est pris.
Au cours de l’enquête de police, l'un des employés reconnait Paulo et relate son entretien avec Pierre. Ce dernier nie, mais ne peut expliquer pourquoi il s’est mis à dessiner à faire un dessin du bijou. Pierre apprend au cours de l’enquête que Suzie lui cachait son vrai métier, elle est en fait entraineuse dans un bar de Pigalle. Paulo et Pierre sont condamnés à la prison et font la connaissance de Jojo.
À sa sortie, le commissaire se livre à un chantage auprès de Pierre, ou bien il deviendra indic ou alors c'est l'interdiction de séjour. Pierre refuse. Malgré ses scrupules il renoue contact avec Suzie, puis cherche en vain du travail. Il finit par contacter Jojo son ex codétenu qui lui propose de refourguer de la drogue, il finit par accepter mais est embarqué dans une rafle. Le commissaire remet la pression sur Pierre qui en désespoir de cause accepte cette fois de devenir indic.
C'est ainsi que la police fait échouer une livraison de fausse monnaie. La bande soupçonne alors Georges de double jeu. Suzy et Pierre préparent leur valise pour partir en province, ce dernier fait tomber par mégarde son portefeuille et la carte de l'inspecteur de police en sort. Suzy comprend que Pierre est devenu indic et le gifle. C'est la rupture. Par dépit Pierre s'en va retrouver la bande et avoue son double jeu, il est passé à tabac mais la police arrive, tandis que Suzy se décide elle aussi à se rendre sur les lieux. Il s'ensuit une fusillade au cours de laquelle toute la bande est décimée, à l'exception de Paulo et de Suzie qui sont embarqués après que celle-ci se soit effondrée devant le cadavre de Pierre.

## Fiche technique
- Titre : Interdit de séjour
- Réalisateur : Maurice de Canonge, assisté de Michel Boisrond et Marcel Camus
- Scénaristes : André Héléna (scénario) - Jean Rossignol et Albert Simonin (adaptation) sur une idée du Commissaire Belin
- Dialogue : André Tabet
- Décors : Maurice Colasson
- Photographe : André Germain
- Son : Jean Rieul
- Montage : Maurice Serein
- Musique : Louiguy
- Producteur : Edmond Ténoudji
- Société de production et de distribution : Les Films Marceau
- Format : son mono - 35 mm - noir et blanc - 1,37:1
- Genre : policier
- Durée : 83 minutes
- Date de sortie :
  - France : 4 janvier 1955 (Paris)
- Affiche : Roger Rojac (France)

## Distribution
- Claude Laydu : Pierre Ménard
- Joëlle Bernard : Suzie, sœur de Polo et petite amie de Pierre Ménard
- Pierre Destailles : Jojo, chef d'un trafic de drogue
- Renaud Mary : Fernando, chef de bande
- Daniel Cauchy : Polo, frère de Suzie
- Liliane Bert : Monique
- Henri Crémieux : le juge d'instruction
- Charles Bouillaud : le maton
- Paul Frankeur : le commissaire Bernard
- Robert Dalban : l'inspecteur Chennier
- Arlette Merry : Raymonde
- Michel Piccoli : Georges, garagiste
- Clara Tambour : l'auditrice
- Robert Le Béal : l'avocat de Pierre
- Jean Clarens
- Isabelle Eber
- René Havard : un barman
- Malka Ribowska (non créditée) : une droguée